# RCA Red Seal Records
RCA Red Seal Records est un label discographique américain de musique classique.

## Histoire
Le label est fondé en 1902 par la Gramophone Company au Royaume-Uni et adopté aux États-Unis par la Victor Talking Machine Company. Il débute avec des enregistrements du ténor Enrico Caruso. Les tout premiers enregistrements gramophones du label datent de 1901 Suivront Arturo Toscanini, Eugene Ormandy, Leonard Bernstein et  Arthur Fiedler.
En 2008, RCA Red Seal intègre Sony Music Entertainment.
C'était un nom prestigieux dans le domaine de l'enregistrement de la musique classique.